# Tòricos
Tòricos (grec antic: Θορικός) era una ciutat de l'Àtica a la costa sud-est, i a uns 7 o 8 km al nord del cap Súnion.
Era una de les dotze ciutats en què es va dividir l'Àtica abans del temps de Teseu, i després va ser un demos que va pertànyer a la tribu acamàntida, segons diu Estrabó. Va ser un lloc concorregut durant el període més important de la història d'Atenes segons es dedueix de les restes existents. Al 24è any de la guerra del Peloponès els atenencs la van fortificar, segons Xenofont. Es trobava a 60 estadis del demos d'Anaflist.
Tòricos va ser famosa a la mitologia grega perquè era la residència de Cèfal, a qui Eos o l'Aurora es va emportar com a amant perquè visqués amb els déus.
Les fortificacions de la ciutat rodejaven una petita plana que acabava al port, avui anomenat Mandrí. Es poden veure encara restes de les muralles que segueixen els turons al nord i al sud de la plana. Sembla que l'acròpoli estava situada en un turó més alt sobre una cala protegida, i a sota hi ha les restes d'un teatre que té una forma singular, amb una corba irregular que té un costat més llarg que l'altre. A la plana, cap a l'oest, hi ha les restes d'una columnata rectangular amb columnes dòriques.